# أحمد حجازي (لاعب كرة قدم مصري)
أحمد السيد علي السيد حجازي (مواليد 25 يناير 1991) لاعب كرة القدم مصري يلعب لصالح نادي نيوم السعودي حيث يجيد اللعب في مركز الدفاع. ويلعب للمنتخب المصري.

## مسيرته الكروية

### الإسماعيلي
بدأت حجازي مسيرته الكروية في 24 نوفمبر 2009، حيث ظهر لأول مرة مع نادي الإسماعيلي المصري فكان يلعب بمركز الظهير الأيمن.

### فيورنتينا
في 22 ديسمبر 2011 ، أعلن الإسماعيلي عن رحيل حجازي إلى نادي فيورنتينا الإيطالي، مقابل 1.5 مليون يورو. حصل حجازي على القميص رقم 3 برفقة فيورنتينا. قدم أول ظهور له مع النادي في مباراة ودية حيث لعب 30 دقيقة امام نادي فياريجيو.
في 18 نوفمبر 2012، لعب 15 دقيقة في أول مباراة رسمية له ضد نادي أتالانتا ، في 28 نوفمبر سجل هدفه الأول مع النادي في وقت لاحق من ذلك الشهر في الشوط الثاني من مباراة في بطولة كأس إيطاليا ضد نادي يوفي ستابيا.  في 12 ديسمبر ، أعلن نادي فيورنتينا أن حجازي أكمل عملية جراحية بعد تعرضه لإصابة شديدة في ساقه أثناء التدريبات. كما أعلن النادي أنه خضع لعملية جراحية في الرباط الصليبي. كانت فترة التعافي المتوقعة قبل عودة اللاعب إلى النشاط الرياضي من 5 إلى 6 أشهر. في سبتمبر 2013 ، تعرض لعرقلة أخرى حيث أصيب في نفس الرباط مرة أخرى أثناء التدريبات وأخرجه من الملعب لمدة 6 أشهر أخرى.
في 8 ديسمبر 2014 ، أعلن فيورنتينا أنه سيتم بيع اللاعب في يناير 2015، إلى جانب اللاعب البرازيلي أوكتافيو ميرلو مانتيكا، منير الحمداوي، أوليكساندر ياكوفينكو وجوشوا بريلانتي.

#### بيروجيا (إعارة)
في 2 فبراير 2015، انضم حجازي إلى نادي بيروجيا الذي كان يلعب ببطولة الدوري الإيطالي الدرجة الثانية على سبيل الإعارة لبقية موسم 2014–15. ظهر لأول مرة مع النادي في مباراة انتهت بالخسارة 3–1 أمام نادي فيتشينزا حيث لعب 90 دقيقة كاملة. وكانت هذه هي أول مباراة كاملة له في إيطاليا.

### النادي الأهلي
في 1 سبتمبر 2015 ، عاد حجازي إلى بلاده وأيضًا إلى بطولة الدوري المصري الممتاز عن طريق بوابة النادي الأهلي حيث وقع على عقد مدته خمس سنوات.

### وست بروميتش ألبيون

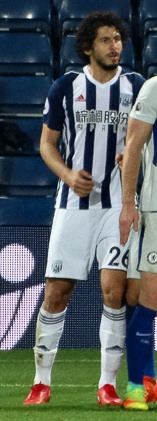
أحمد حجازي برفقة نادي وست بروميتش عام 2017

في 17 يوليو 2017 ، انضم حجازي إلى نادي وست بروميتش الإنجليزي على سبيل الإعارة قادمًا من النادي الأهلي حتى نهاية موسم 2017–18 ، مع خيار الشراء بشكل دائم. ظهر حجازي لأول مرة في الدوري الإنجليزي الممتاز مع وست بروميتش في 12 أغسطس ، حيث سجل هدفًا بالرأس وانتهت المباراة بالفوز 1–0 أمام نادي بورنموث وفاز بجائزة أفضل لاعب في المباراة. في المباراة التالية حصل على الجائزة للمرة الثانية على التوالي ، حيث فاز على نادي بيرنلي وبذلك حقق نادي وست بروميتش أفضل بداية للموسم في الدوري الممتاز حيث كانت أخر مرة يقوم النادي بذلك في موسم 1978–79.
في 18 ديسمبر 2017، قام النادي بتفعيل خيار التعاقد مع حجازي بشكل دائم.
في يوليو 2019، بعد خضوعه لعملية جراحية في الكاحل، أُعلن أنه سيغيب عن الأسابيع القليلة الأولى من موسم 2019–20.

#### الاتحاد السعودي
في 26 أكتوبر 2020، انضم حجازي إلى نادي الاتحاد السعودي على سبيل الإعارة من وست بروميتش حتى نهاية موسم 2020–21، ثم اشترى نادي الاتحاد عقده، واستمر معهم لنهاية موسم 2023-24 ، وحقق خلال هذه الفترة بطولة الدوري السعودي موسم 2022-23م (دوري روشن السعودي)، وبطولة كأس السوبر السعودي في ذات العام، وكان هو قائد الفريق الذي رفع كأس البطولتين، ليكون أول قائد غير سعودي يرفع كأس بطولة بقميص الاتحاد.

#### نيوم السعودي
في 21 يوليو 2024، أعلن نادي نيوم السعودي، عن تعاقده مع أحمد حجازي قادمًا من اتحاد جدة.

## مسيرته الوطنية
لعب أول لقاء له مع منتخب مصر تحت 20 عاما كان في عام 2009، وشارك معهم في كأس العالم للشباب 2009 التي أُقيمت في مصر كما شارك في معظم المباريات الودية، وفي 2011 شارك في كأس العالم تحت 20 عاما. وبعد انتهاء موسم 2010/2011 برهن على أنه مدافع ناضج واستدعي إلى منتخب مصر الأول حيث لعب أول مرة في مباراة ودية ضد البرازيل خسروا فيها 2-0. كما شارك مع المنتخب المصري الأوليمبي في أولمبياد لندن 2012 وساعد المنتخب الأولمبي على التاهل إلى الدور الثاني لكن ساهمت إصابته في آخر ربع ساعة من المباراة إلى خروج المنتخب المصري من ربع النهائي على يد اليابان 3-0 مما ساهم في غيابه عن انطلاق الموسم مع فيورنتينا

## إحصائيات مشاركاته
آخر تحديث في 16 أبريل 2018

### مع الأندية
| الفريق             |  | الموسم    | الدوري  | الدوري | الكأس   | الكأس | البطولات القارية | البطولات القارية | بطولات أخرى | بطولات أخرى | الإجمالي | الإجمالي |
| الفريق             |  | الموسم    | مشاركات | أهداف  | مشاركات | أهداف | مشاركات          | أهداف            | مشاركات     | أهداف       | مشاركات  | أهداف    |
| ------------------ |  | --------- | ------- | ------ | ------- | ----- | ---------------- | ---------------- | ----------- | ----------- | -------- | -------- |
| الإسماعيلي         |  | 2009–2010 | 12      | 0      | 1       | 0     | 3                | 0                | —           | —           | 16       | 0        |
| الإسماعيلي         |  | 2010–2011 | 7       | 0      | 3       | 0     | 1                | 0                | —           | —           | 11       | 0        |
| الإسماعيلي         |  | 2011–2012 | 9       | 0      | 0       | 0     | —                | —                | —           | —           | 9        | 0        |
| الإسماعيلي         |  | الإجمالي  | 28      | 0      | 4       | 0     | 4                | 0                | —           | —           | 36       | 0        |
| فيورنتينا          |  | 2012–2013 | 2       | 0      | 1       | 1     | —                | —                | —           | —           | 3        | 1        |
| فيورنتينا          |  | 2013–2014 | 1       | 0      | 0       | 0     | 0                | 0                | —           | —           | 1        | 0        |
| فيورنتينا          |  | الإجمالي  | 3       | 0      | 1       | 1     | 0                | 0                | —           | —           | 4        | 1        |
| بيروجيا            |  | 2014–2015 | 10      | 0      | 0       | 0     | —                | —                | —           | —           | 10       | 0        |
| بيروجيا            |  | الإجمالي  | 10      | 0      | 0       | 0     | —                | —                | —           | —           | 10       | 0        |
| الأهلي             |  | 2014–2015 | 0       | 0      | 0       | 0     | 0                | 0                | 1           | 0           | 1        | 0        |
| الأهلي             |  | 2015–2016 | 29      | 0      | 0       | 0     | 8                | 1                | 1           | 0           | 38       | 1        |
| الأهلي             |  | 2016–2017 | 11      | 0      | 0       | 0     | 6                | 1                | —           | —           | 17       | 1        |
| الأهلي             |  | الإجمالي  | 40      | 0      | 0       | 0     | 14               | 2                | 2           | 0           | 56       | 2        |
| وست بروميتش ألبيون |  | 2017–2018 | 34      | 2      | 4       | 0     | —                | —                | 2           | 0           | 40       | 2        |
| وست بروميتش ألبيون |  | الإجمالي  | 34      | 2      | 4       | 0     | —                | —                | 2           | 0           | 40       | 2        |
| الاتحاد السعودي    |  | 2019-2024 | 156     | 17     | 5       | 1     | 3                | 1                | -           | -           | 165      | 19       |

### الاحصائيات الدولية
آخر تحديث  23 مارس 2018.
| المنتخب الوطنى | عام      | مشاركات | الاهداف |
| -------------- | -------- | ------- | ------- |
| مصر            |          |         |         |
| 2011           | 3        | 0       |         |
| 2012           | 12       | 0       |         |
| 2013           | 4        | 1       |         |
| 2015           | 7        | 0       |         |
| 2016           | 5        | 0       |         |
| 2017           | 11       | 0       |         |
| 2018           | 1        | 0       |         |
| الاجمالى       | الاجمالى | 43      | 1       |

## روابط خارجية
- أحمد حجازي على موقع الاتحاد الدولي (مؤرشف)  (الإنجليزية)
- أحمد حجازي على موقع الاتحاد الأوربي (الإنجليزية)
- أحمد حجازي على موقع إي إس بي إن إف سي (الإنجليزية)
- أحمد حجازي على موقع قاعدة بيانات كرة القدم.إي يو (الإنجليزية)
- أحمد حجازي على موقع ناشيونال فوتبول تيمز (الإنجليزية)
- أحمد حجازي على موقع Soccerbase.com (لاعب) (الإنجليزية)
- أحمد حجازي على موقع Soccerway.com (الإنجليزية)
- أحمد حجازي على موقع عالم كرة القدم.نت (الإنجليزية)
- أحمد حجازي على موقع اللجنة الأولمبية الدولية (الإنجليزية)
- أحمد حجازي على موقع أوليمبيديا (الإنجليزية)